# Studio de film
Un studio de film este o companie majoră de divertisment sau o companie de film care are propria unitate de studio ca proprietate privată sau clădiri și locuri care sunt folosite pentru a face filme, care sunt gestionate de către compania de producție. Majoritatea firmelor din industria divertismentului nu dețin studiouri proprii, dar închiriază spațiul de la alte companii.
Studioul de film este o organizație care oferă facilități tehnice și de altă natură necesare pentru realizarea filmelor. Studioul cinematografic este constituit din platou de filmare, secția de sunet, secția de construcții decoruri, secția de machete și butaforie, secția de filmări speciale, secția de iluminare, secția de prelucrare a peliculei, secția de montaj, secția de grupuri electrogene, secția auto, ateliere de coafură și frizerie, cabinete de machiaj, magazii de materiale, aparatură, decoruri și peliculă, săli de vizionare, săli de așteptare pentru actori și figuranți și multe altele legate de buna desfășurare a producției de filme.
În funcție de producția de filme, studiourile pot fi:
- Studiouri de filme de ficțiune, care are și cel mai înalt grad de complexitate. Și acestea sunt de două categorii:

- Studiouri care înglobează atât activitatea artistică, cât și cea tehnico-materială. Aici se realizează totul de la scenariu până la copia de film pentru difuzare.
- A doua categorie este cea a studiourilor care asigură producția filmului, asigurând doar baza tehnico - materială. Partea artistică este preluată de Casa de filme.

- Studiouri pentru producția de filme de animație.

- Studiouri de filme documentare (filme de popularizare a științei și educative) și scurt metraje.

Într-un studio de film lucrează diferiți specialiști: regizori, scenariști, operatori, monteuri de film, tehnicieni etc.

## Legături externe
Materiale media legate de Studio de film la Wikimedia Commons
- Columbia Pictures Production Crew Contract 1945 Arhivat în 26 iunie 2015, la Wayback Machine.
- A Film Studio for the Age of Virtual Reality Arhivat în 8 aprilie 2020, la Wayback Machine.. "A Montreal-based film studio is making movies that you’ll watch with a virtual-reality headset, pointing the way to a whole new form of entertainment." Rachel Metz, MIT Technology Review